# クイズ女性自身
『クイズ女性自身』（クイズじょせいじしん）は、1979年4月2日から同年7月20日まで日本テレビ系列局で放送されていた日本テレビ製作のクイズ番組である。放送時間は毎週月曜 - 金曜 13:30 - 13:55 （日本標準時）。

## 概要
毎回一般女性たちが賞品の獲得を目指し、1対1の早押しクイズ対決をしていた視聴者参加型番組である。司会は山内賢が務めていた。
初回放送日当日の日本テレビでは、この番組のほかにも『ルックルックこんにちは』（日本テレビ製作）と『2時のワイドショー』（読売テレビ製作）がスタートしており、同日の各新聞にはこの3番組合同の宣伝広告が掲載された。

## ルール
出場者は一般女性のみ。クイズ対決に入る前には賞品の公開が行われていた。
先に2問正解した方が賞品を獲得でき、次の回へ進むことができる。1問不正解またはスルーするごとに解答者席に×印が立ち上がり、累計2問で失格。10問正解すると、大量の紙吹雪が降り、それまで貯めた賞品のほかにバリ島旅行も獲得できる。
なお、出場者が獲得できなかった賞品は視聴者プレゼントにされた。このプレゼントに関しては性別を問わず応募が可能だった。

## 参考資料
- 読売新聞縮刷版・1979年4月